# Barretthydrus tibialis
Barretthydrus tibialis är en skalbaggsart som beskrevs av Lea 1927. Barretthydrus tibialis ingår i släktet Barretthydrus och familjen dykare. Inga underarter finns listade i Catalogue of Life.